# Lee Seo-el
Lee Seo-el (koreanisch 이서엘) ist eine südkoreanische Schauspielerin und Model. Bekannt wurde sie durch die Serien Rugal und Born Again.

## Biografie
Ihr Debüt gab sie 2020 in der Fernsehserie Rugal. Sie spielte den Charakter Yeo-jin. Im selben Jahr bekam sie eine Rolle in Born Again. Im Jahr 2023[veraltet] soll Lee als Yoon Chae-ah in der Serie Today is Lovely Dog zu sehen sein.

## Filmografie
Fernsehserien
- 2020: Rugal
- 2020: Born Again